# 贝森 (怀俄明州)
贝森（英語：Basin）是美国怀俄明州的城鎮，也是比格霍恩县的縣治所在地。该鎮的人口在2000年为1,238人，2010年有1,285，2011年则估计有1,295人。